# Bal'a
Bal'a, en arabe : بلعة, est une ville du gouvernorat de Tulkarem en Palestine, au nord-ouest de la Cisjordanie. Elle est située à 11 kilomètres à l'est de Tulkarem. Selon le recensement du Bureau central palestinien des statistiques, la localité compte une population de 7 822 habitants en 2017.